# Revolución de 1868
La Revolución de 1868, llamada la Gloriosa, Revolución de Septiembre o la Septembrina, fue una sublevación militar con elementos civiles que tuvo lugar en España en septiembre de 1868. Supuso el destronamiento y exilio de la reina Isabel II y el inicio del período denominado Sexenio Democrático (1868-1874).
Como señaló la historiadora María Victoria López-Cordón, «la Revolución de Septiembre fue una brusca sacudida en la historia del siglo XIX español, cuyos efectos se dejaron sentir ampliamente en toda la geografía del país», ya que a partir de ella tuvo lugar un intento de establecer un régimen político democrático en España, primero en forma de monarquía parlamentaria, durante el reinado de Amadeo I de Saboya (1871-1873), y después en forma de república, la Primera República (1873-1874). Sin embargo, ambas fórmulas acabaron fracasando.

## Antecedentes
El descontento contra el régimen monárquico de Isabel II había ido en crecida y el moderantismo español, en el poder desde 1844, salvo los intervalos del bienio progresista (1854-1856) y los gobiernos de la Unión Liberal (1858-1863), se encontraba en una fuerte crisis interna. Por su parte, el Partido Progresista, con Pedro Calvo Asensio como uno de sus impulsores, había optado por el retraimiento en las elecciones para deslegitimar las Cortes que salieran de ellas. En 1864 volvió al poder el general Narváez, que tuvo que abandonarlo tras los trágicos sucesos de la Noche de San Daniel, siendo sustituido por el general Leopoldo O'Donnell.

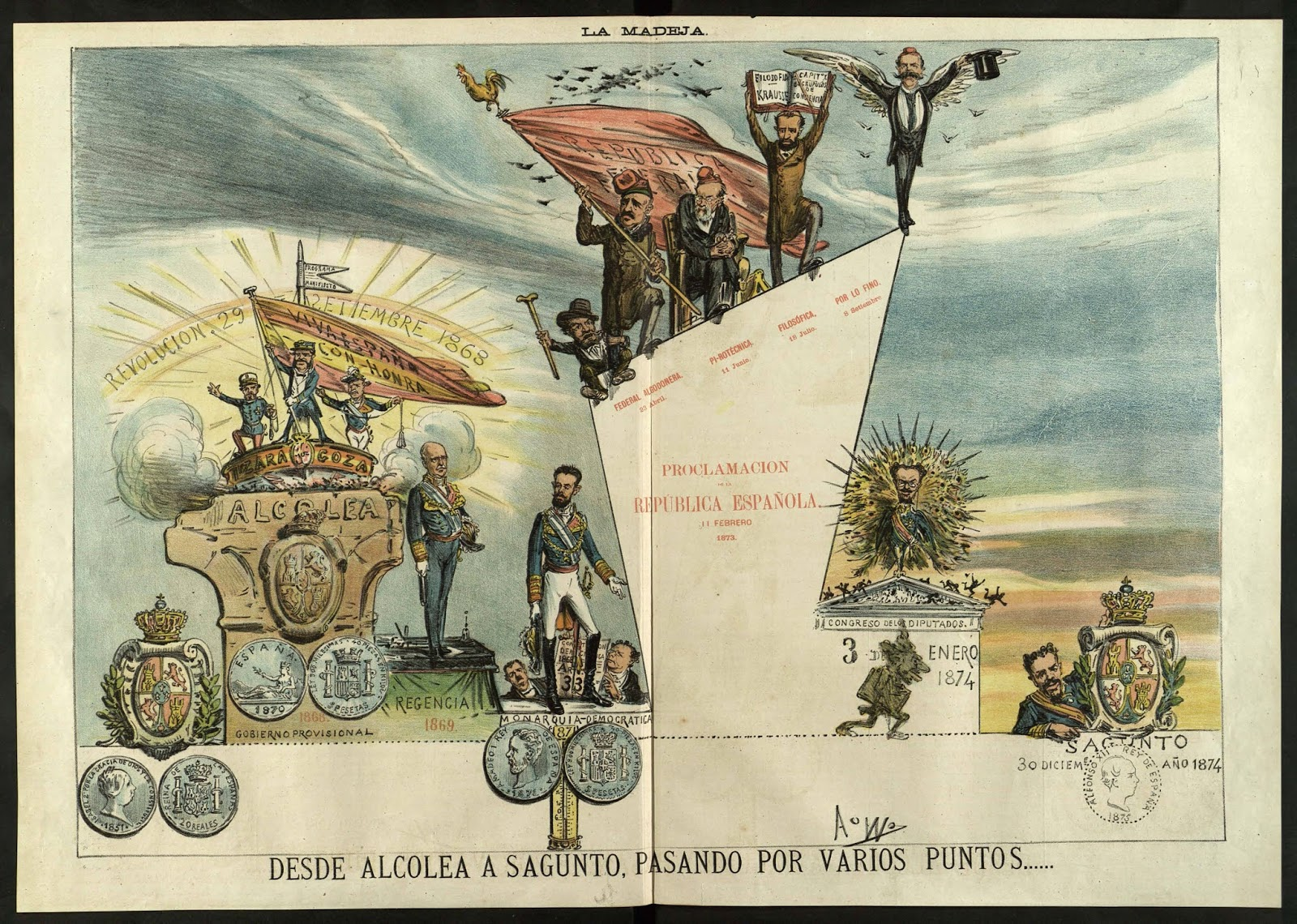
Caricatura de 1874 publicada en La Flaca sobre las etapas del Sexenio Democrático.

En junio de 1866 tuvo lugar una insurrección en Madrid para acabar con la Monarquía de Isabel II que fue dominada por el gobierno de la Unión Liberal del general O'Donnell y que fue conocida como la sublevación del cuartel de San Gil, porque fueron los sargentos de este cuartel de artillería los que protagonizaron el alzamiento. Al mes siguiente, la reina Isabel II destituyó al general O'Donnell por considerar que había sido demasiado blando con los insurrectos, a pesar de que habían sido fusilados 66 de ellos, y nombró para sustituirle al general Narváez, líder del Partido Moderado.
Narváez adoptó inmediatamente una política autoritaria y represiva, lo que hizo imposible el turno en el poder con la Unión Liberal de O'Donnell, que entonces optó por hacer el «vacío en Palacio» —según la expresión del propio O'Donnell—, lo que significaba el retraimiento en el Senado, pero a lo que se negó en rotundo el líder unionista fue a pactar ninguna iniciativa con los progresistas, con los que estaba «dolido por los acontecimientos del cuartel de San Gil, en especial con Prim», líder del Partido Progresista y de la coalición de fuerzas que pretendía el derrocamiento de Isabel II. Solo tras la muerte de O'Donnell, en noviembre de 1867, se sumaría la Unión Liberal —liderada entonces por el general Serrano— al pacto de Ostende que habían firmado un año antes progresistas y demócratas.

### La crisis económica de 1866-1868

La red de ferrocarriles en España durante el

A principios de 1866 estalló la primera crisis financiera de la historia del capitalismo español. Aunque estuvo precedida de la crisis de la industria textil catalana, cuyos primeros síntomas aparecieron en 1862 a consecuencia de la escasez de algodón provocada por la Guerra de Secesión norteamericana, el detonante de la crisis financiera de 1866 fueron las pérdidas sufridas por las compañías ferroviarias, que arrastraron con ellas a bancos y sociedades de crédito. Las primeras quiebras de sociedades de crédito vinculadas a las compañías ferroviarias se produjeron en 1864, pero fue en mayo de 1866 cuando la crisis alcanzó a dos importantes sociedades de crédito de Barcelona, la Catalana General de Crédito y el Crédito Mobiliario Barcelonés, lo que desató una oleada de pánico.
A la crisis financiera de 1866 se sumó una grave crisis de subsistencias en 1867 y 1868 motivada por las malas cosechas de esos años. Los afectados no fueron los hombres de negocios o los políticos, como en la crisis financiera, sino las clases populares debido a la escasez y carestía de productos básicos como el pan. Se desataron motines populares en varias ciudades, como en Sevilla, donde el trigo llegó a multiplicar por seis su precio, o en Granada, al grito de «pan a ocho [reales]». La crisis de subsistencias se vio agravada por el crecimiento del paro provocado por la crisis económica desencadenada por la crisis financiera, que afectó sobre todo a dos de los sectores que más trabajo proporcionaban, las obras públicas —incluidos los ferrocarriles— y la construcción. La coincidencia de ambas crisis, la financiera y la de subsistencias, creaba «unas condiciones sociales explosivas que daban argumentos a los sectores populares para incorporarse a la lucha contra el régimen isabelino».

### El pacto de Ostende

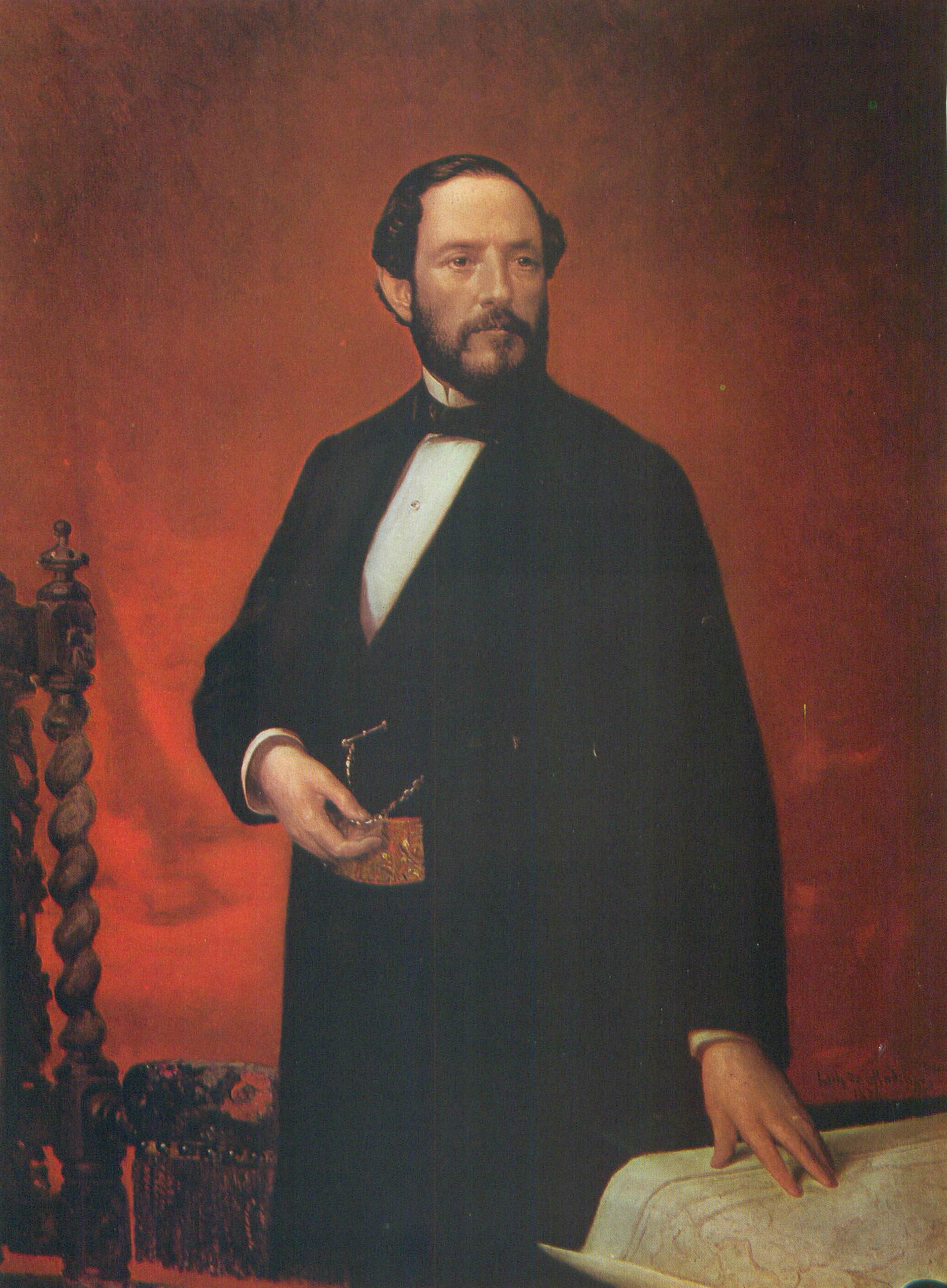
Juan Prim en 1870

El pacto de Ostende entre progresistas y demócratas, que recibe su nombre por el de la ciudad de Bélgica donde se firmó el 16 de agosto de 1866, fue una iniciativa del general progresista Juan Prim con el objetivo de derribar la Monarquía de Isabel II. Constaba de dos puntos:

1.º, destruir lo existente en las altas esferas del poder;

2.º, nombramiento de una asamblea constituyente, bajo la dirección de un Gobierno provisorio, la cual decidiría la suerte del país, cuya soberanía era la ley que representase, siendo elegida por sufragio universal directo.

La ambigua redacción del primer punto permitía incorporar al Pacto a otras personalidades y fuerzas políticas. Así, tras el fallecimiento de O'Donnell, Prim y Serrano —paradójicamente, el mismo militar que había dirigido la represión de la sublevación del cuartel de San Gil— firmaron un acuerdo en marzo de 1868 por el que la Unión Liberal se sumaba al Pacto. «Con esto la Unión Liberal aceptaba la entrada en un nuevo proceso constituyente y en la búsqueda de una nueva dinastía, y, según el punto segundo [del pacto de Ostende], la soberanía única de la nación y el sufragio universal».
La respuesta de Narváez fue acentuar su política autoritaria. Las Cortes cerradas en julio de 1866 no volvieron a abrirse porque fueron disueltas y se convocaron nuevas elecciones para principios de 1867. La «influencia moral» del gobierno dio una mayoría tan aplastante a los diputados ministeriales que la Unión Liberal, lo más parecido a una oposición parlamentaria, quedó reducida a cuatro diputados. Además en el nuevo reglamento de las Cortes aprobado en junio de 1867, tres meses después de haber sido abiertas, se suprimió el voto de censura, reduciendo así sensiblemente su capacidad para controlar al gobierno. En abril de 1868 falleció el general Narváez y la reina nombró para sustituirle al ultraconservador Luis González Bravo que siguió con la política autoritaria y represiva de su antecesor.

## Estallido de la revolución

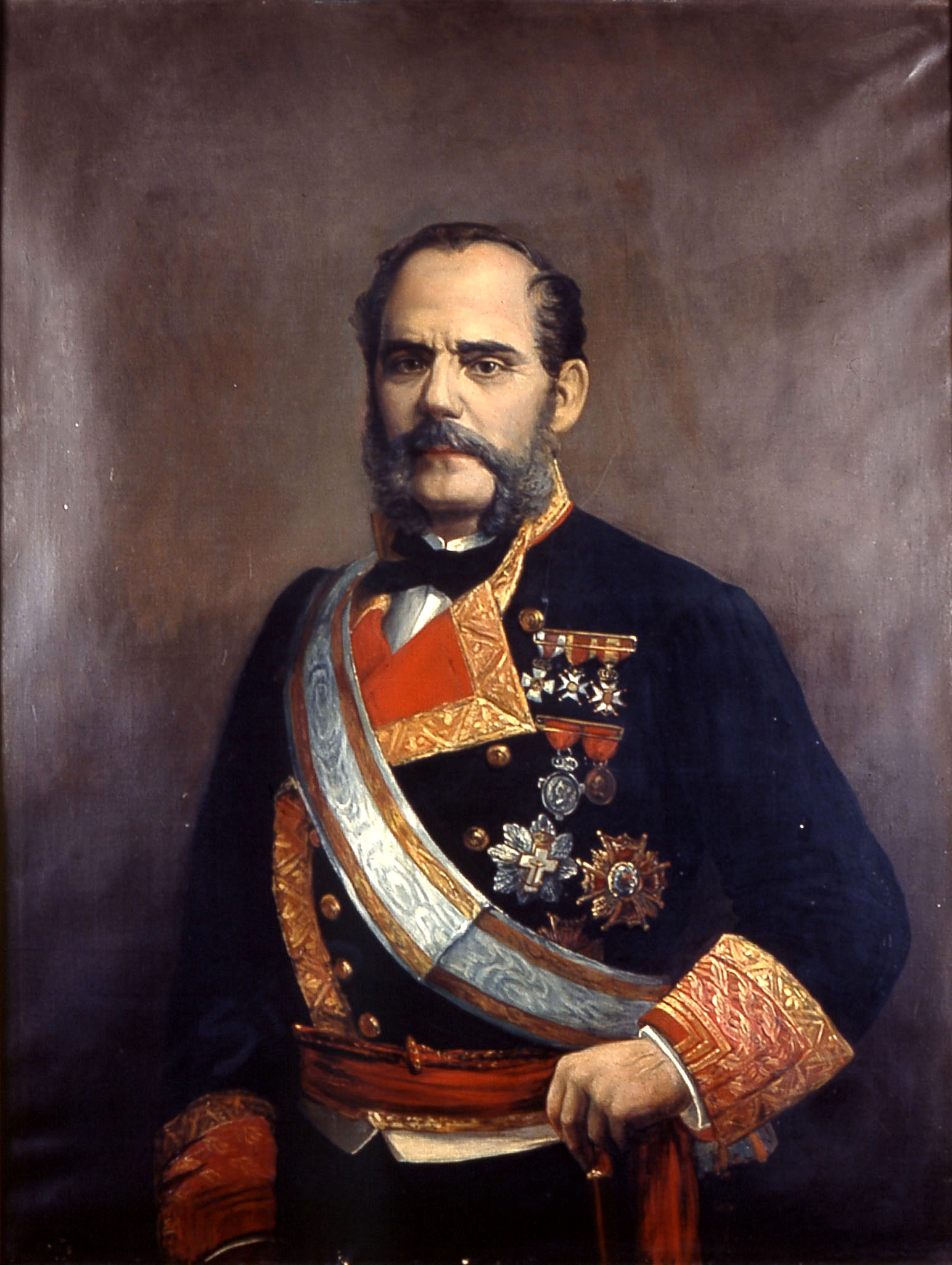
Almirante Juan Bautista Topete (1887) por Rafael Monleón (Museo Naval de Madrid).

A principios de septiembre de 1868 todo estaba preparado para el pronunciamiento militar que se acordó que se iniciaría en Cádiz con la sublevación de la flota por el almirante unionista Juan Bautista Topete. Allí llegó en la noche del 16 de septiembre desde Londres, vía Gibraltar, el general Prim, acompañado de los progresistas Práxedes Mateo Sagasta y Manuel Ruiz Zorrilla, antes de que llegaran desde Canarias en un vapor alquilado con dinero del duque de Montpensier los generales unionistas que estaban allí desterrados, encabezados por el general Francisco Serrano. Prim y Topete decidieron no esperar y el 18 de septiembre se sublevaba Topete al frente de la escuadra. Al día siguiente, tras la llegada de Serrano y los generales unionistas desde Canarias, Topete leyó un manifiesto redactado por el escritor unionista Adelardo López de Ayala en el que se justificaba el pronunciamiento y que acababa con un grito —«¡Viva España con honra!»— que se haría célebre. Según Josep Fontana, el manifiesto «era un auténtico prodigio de ambigüedad política».

Españoles: la ciudad de Cádiz puesta en armas con toda su provincia (...) niega su obediencia al gobierno que reside en Madrid, segura de que es leal intérprete de los ciudadanos (...) y resuelta a no deponer las armas hasta que la Nación recobre su soberanía, manifieste su voluntad y se cumpla. (...) Hollada la ley fundamental (...), corrompido el sufragio por la amenaza y el soborno, (...) muerto el Municipio; pasto la Administración y la Hacienda de la inmoralidad; tiranizada la enseñanza; muda la prensa (...). Tal es la España de hoy. Españoles, ¿quién la aborrece tanto que no se atreva a exclamar: «Así ha de ser siempre»? (...) Queremos que una legalidad común por todos creada tenga implícito y constante el respeto de todos. (...) Queremos que un Gobierno provisional que represente todas las fuerzas vivas del país asegure el orden, en tanto que el sufragio universal echa los cimientos de nuestra regeneración social y política. Contamos para realizar nuestro inquebrantable propósito con el concurso de todos los liberales, unánimes y compactos ante el común peligro; con el apoyo de las clases acomodadas, que no querrán que el fruto de sus sudores siga enriqueciendo la interminable serie de agiotistas y favoritos; con los amantes del orden, si quieren ver lo establecido sobre las firmísimas bases de la moralidad y del derecho; con los ardientes partidarios de las libertades individuales, cuyas aspiraciones pondremos bajo el amparo de la ley; con el apoyo de los ministros del altar, interesados antes que nadie en cegar en su origen las fuentes del vicio y del ejemplo; con el pueblo todo y con la aprobación, en fin, de la Europa entera, pues no es posible que en el consejo de las naciones se haya decretado ni decrete que España ha de vivir envilecida. (...) Españoles: acudid todos a las armas, único medio de economizar la efusión de sangre (...), no con el impulso del encono, siempre funesto, no con la furia de la ira, sino con la solemne y poderosa serenidad con que la justicia empuña su espada. ¡Viva España con honra!

«El manifiesto "España con honra" que redactó Adelardo López de Ayala y firmaron el Duque de la Torre, Juan Prim, Domingo Dulce, Ramón Nouvilas, Rafael Primo de Rivera, Antonio Caballero y Fernández de Rodas y Juan Bautista Topete estaba llamado a ser uno de los emblemas básicos de la España liberal y democrática».

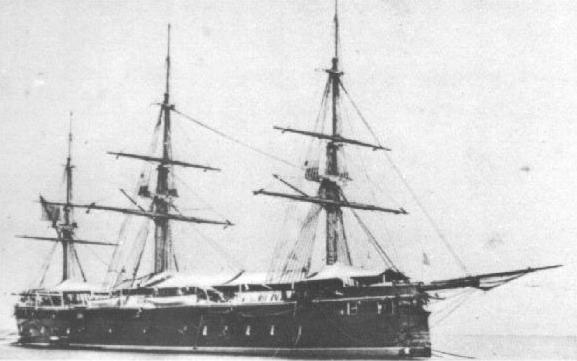
Fragata blindada Zaragoza.

En los días siguientes el levantamiento se fue extendiendo por el resto del país, empezando por Andalucía. El 20 de septiembre se formaba en Sevilla la primera junta que publicó un manifiesto en el que exponía una serie de reivindicaciones populares, como la abolición de las quintas y los consumos o la libertad religiosa, que iban mucho más lejos que lo ofrecido en el manifiesto leído por Topete. Prim por su parte a bordo de la fragata blindada Zaragoza recorrió la costa mediterránea logrando que se sumaran al movimiento todas las ciudades ribereñas desde Málaga hasta Barcelona.
El día anterior, 19 de septiembre, González Bravo dimitió y la reina Isabel II nombró para sustituirle al general José Gutiérrez de la Concha, quien mantuvo a casi todos los ministros del gobierno anterior y puso a González Bravo al frente del ministerio de Gobernación. El general de la Concha organizó en Madrid un ejército como pudo, dada la falta de apoyo que encontró entre los mandos militares —ni un solo general «se me presentó entonces, ni aun después, para pedirme un puesto para combatir la revolución», afirmaría más tarde— y lo envió a Andalucía al mando del general Manuel Pavía y Lacy, Marqués de Novaliches, para que acabara con la rebelión. Al mismo tiempo aconsejó a la reina que volviera a Madrid desde San Sebastián donde estaba de veraneo, al igual que el padre Claret que le dijo: «Si su majestad fuera una muñeca, me la pondría en el bolsillo y echaría a correr a Madrid para salvar a España de su revolución». Sin embargo, al poco tiempo de iniciar el viaje en tren a Madrid, el general de la Concha le envió un telegrama a la reina pidiéndole ahora que siguiera en San Sebastián porque la situación de las fuerzas leales había empeorado.

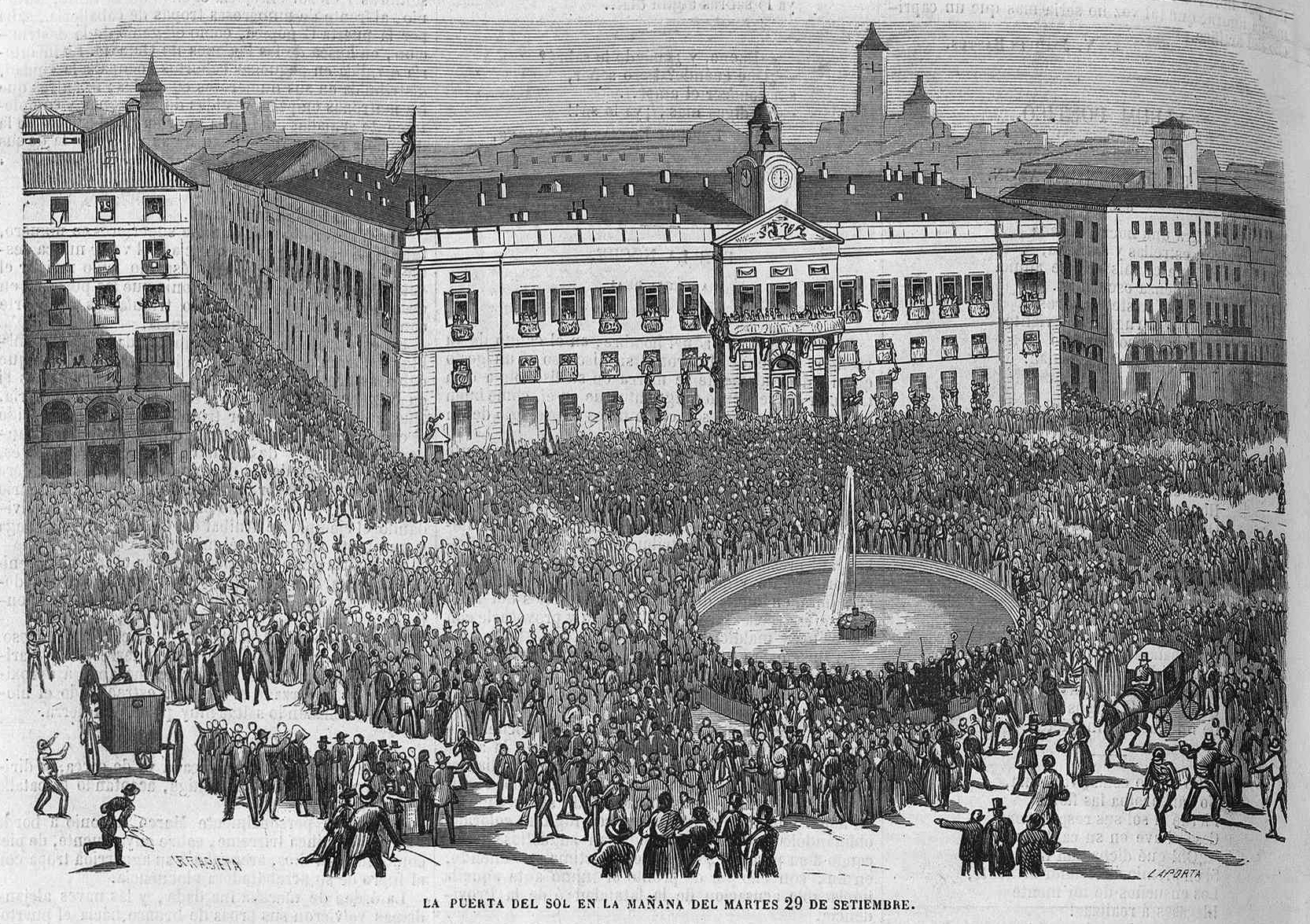
Madrid: la Puerta del Sol en la mañana del 29 de septiembre de 1868, de Urrabieta, en El Museo Universal.

El 28 de septiembre tuvo lugar la decisiva batalla de Alcolea (en la provincia de Córdoba) en la que la victoria fue para las fuerzas sublevadas al mando del general Serrano que contaron con el apoyo de millares de voluntarios armados. Al día siguiente el levantamiento triunfaba en Madrid y el día 30 Isabel II abandonaba España desde San Sebastián.
En el mensaje dirigido por la reina a la nación «al poner mi planta en tierra extranjera» advertía de que no renunciaba a 

la integridad de mis derechos ni podrán afectarle en modo alguno los actos del gobierno revolucionario; y menos aún los acuerdas de las asambleas que habrán de formarse necesariamente al impulso de los furores demagógicos, con manifiesta coacción de las conciencias y de las voluntades.

Entonces terminó toda resistencia de las fuerzas leales a la reina y el 8 de octubre se formaba un gobierno provisional presidido por el general Serrano, y del que formaban parte el general Prim y el almirante Topete. Se sellaba así el triunfo de la que sería llamada la Revolución de 1868 o La Gloriosa que había puesto fin al reinado de Isabel II.

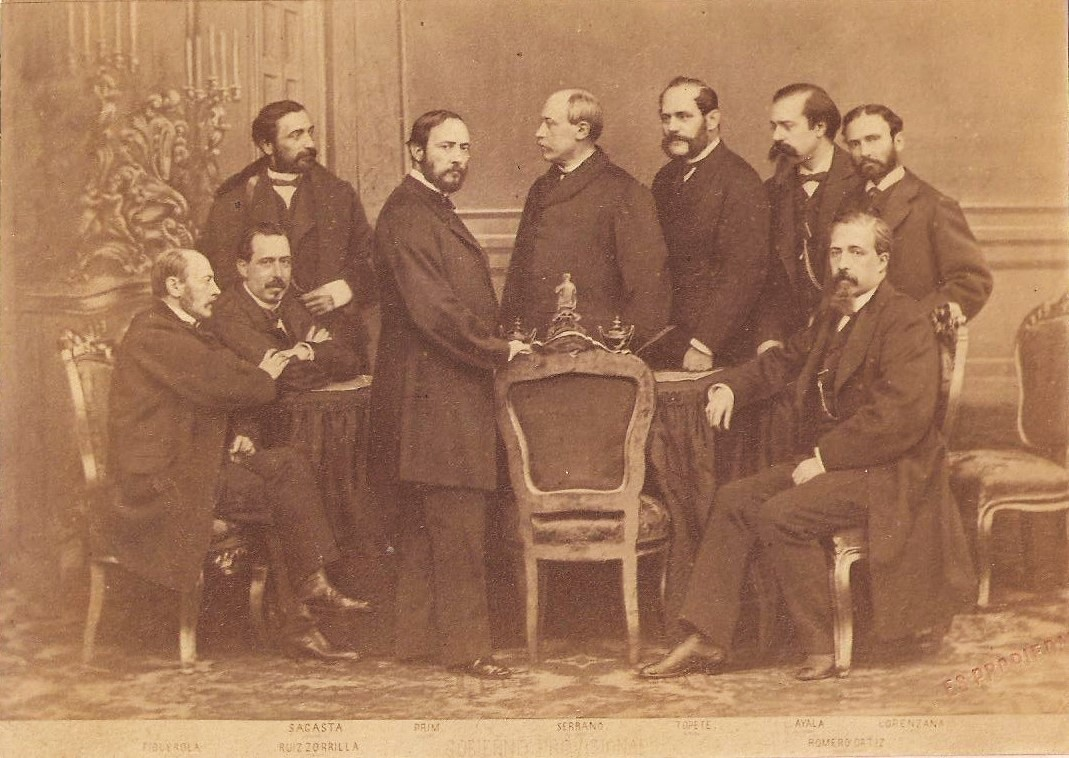
El Gobierno Provisional en 1869. De izquierda a derecha: Laureano Figuerola, Hacienda; Práxedes Mateo Sagasta, Gobernación; Manuel Ruiz Zorrilla, Fomento; Juan Prim, Guerra; Francisco Serrano, presidente del gobierno provisional; Juan Bautista Topete, Marina; Adelardo López de Ayala, Ultramar; Antonio Romero Ortiz, Gracia y Justicia; y Juan Álvarez Lorenzana, Estado. Foto de J. Laurent.

«Como en 1840 y 1854, el esquema del pronunciamiento aparece con toda claridad: primero, el resentimiento de los generales-políticos por su alejamiento del poder y la justificación de este resentimiento en principios teóricos; después, la etapa de los sondeos y los compromisos; por último, el pronunciamiento mismo, acompañado de las proclamas emocionales y vibrantes, en las que se hace un llamamiento al pueblo y en las que se expone mejor lo que no se quiere que lo que se proyecta hacer». Sin embargo, el de 1868 presenta algunas novedades: «el objetivo del pronunciamiento no se dirige solo contra un Gobierno corrompido, sino contra la misma persona de la Reina, a la que se juzga incompatible con "la honradez y la libertad" que los pronunciados proclaman; su difusión desde la periferia, donde tienen su fuerza, es muy rápida, imponiéndose desde ella al centro; y finalmente, la misma naturaleza del compromiso contraído por los conspiradores era una novedad sin precedentes: el que fuera una Asamblea Constituyente, elegida por sufragio universal directo, la que decidiese el tipo de gobierno que debía tener el país».
Que un clásico pronunciamiento se convirtiera en la «Revolución Gloriosa» de 1868, se debió, según María Victoria López Cordón, al entusiástico apoyo que le dieron la burguesía, las «clases ciudadanas» y en algunos casos los campesinos. «Fue esta participación, unida al deseo de cambio que experimentaba la mayoría del país y al rápido desmoronamiento de la España oficial, lo que produjo el fácil espejismo de convertir el pronunciamiento de Cádiz en la Revolución de Septiembre de 1868». En la misma dirección apunta Manuel Suárez Cortina cuando señala que lo que buscaban tanto la Unión Liberal como el Partido Progresista —este último en un sentido más radical— era eliminar los obstáculos que permitieran «culminar el tránsito hacia una sociedad plenamente burguesa, donde el sistema capitalista funcionara de un modo racional», mientras que el Partido Demócrata sí «buscaba un cambio real en las condiciones de vida y [era] el que reclamaba, junto a una verdadera democracia asentada sobre el sufragio universal, la liquidación de aquellas medidas que más afectaban a las clases populares: quintas, consumos, una auténtica adhesión a Europa. La revolución democrática era la meta que movilizó a aquellos sectores populares que organizaron las barricadas y sostuvieron con su actitud las Juntas revolucionarias que más tarde el Gobierno Provisional se ocupó de desarticular».

### El debate historiográfico sobre las causas de la revolución
El gobierno liberal del siglo XIX explicó la revolución de 1868 por motivos políticos. Según esta visión, durante el reinado de Isabel II se produjo un enfrentamiento entre dos ideologías: una casi absolutista, reaccionaria, clerical, representada por el Partido Moderado y por la Corona y su camarilla; y otra liberal, reformista, anticlerical (que no anticatólica) y progresista. Así la revolución de 1868 significaba el triunfo de la segunda sobre la primera, como lo demostraba el grito que resonó fuertemente durante «La Gloriosa»: «¡Viva la Soberanía Nacional! ¡Abajo los Borbones!».
En 1957 el historiador catalán Jaume Vicens Vives cuestionó que los motivos políticos fueran suficientes para explicar la revolución y defendió que había que tener en cuenta la difícil coyuntura económica por la que atravesaba España en aquellos momentos a causa de la crisis financiera de 1866 lo que explicaría que la «burguesía» se «separase» del régimen isabelino para derribar el incompetente gobierno del Partido Moderado y el propio trono de Isabel II que era quien lo sustentaba. Esta tesis fue desarrollada a finales de los años 1960 y principios de la década de 1970 —coincidiendo con el primer centenario de la revolución— por una serie de historiadores como Nicolás Sánchez Albornoz, Manuel Tuñón de Lara, Gabriel Tortella y Josep Fontana. Este último publicó en 1973 un libro en el que su capítulo más extenso se titulaba «Cambio económico y crisis política. Reflexiones sobre las causas de la revolución de 1868» que ejercería una gran influencia y en el que señalaba que buena parte de los políticos y militares que protagonizaron la revolución tenían intereses en las compañías ferroviarias cuyas crecientes pérdidas habían desencadenado la crisis financiera de 1866 —el general Serrano, por ejemplo, era el presidente de la Compañía de los Ferrocarriles del Norte que atravesaba graves problemas que solo una subvención del Estado podría solucionar—. Además había que considerar la importancia de otra crisis de raíz económica, paralela a la crisis financiera, la crisis de subsistencias de 1867-1868 resultado de las malas cosechas de aquellos años que provocó una grave escasez y carestía de productos básicos como el pan y que afectó muy duramente a las clases populares. Todos estos estudios abrieron un gran debate, especialmente cuando Miguel Artola por aquellos mismos años volvió a defender la primacía de los factores políticos sobre los factores económicos y sociales para explicar la revolución.
En el año 2000 Gregorio de la Fuente publicó un estudio sobre la Revolución de 1868 en el que defendió la tesis de que «La Gloriosa» se había producido como resultado del conflicto entre dos sectores de las élites políticas de la era isabelina: un sector «revolucionario» encabezado por el Partido Progresista aliado con el Partido Demócrata, y liderado por el general Prim; y un sector conservador que apoyaba a Isabel II y que estaba integrado inicialmente por el Partido Moderado liderado por el general Narváez y por la Unión Liberal del general Leopoldo O'Donnell, y que fracasó en su intento de volver a integrar en el régimen a los progresistas. Precisamente la muerte de estos dos líderes (el primero en abril de 1868 y el segundo en noviembre del año anterior) fue un elemento decisivo en la caída de Isabel II, pues con el fallecimiento del primero el régimen perdió a su principal bastión defensivo por la influencia que tenía en el Ejército y con el fallecimiento del segundo desaparecía el último obstáculo que impedía que la Unión Liberal se pasara al campo «revolucionario», lo que selló la suerte final de la monarquía de Isabel II.
En el estudio de De la Fuente asimismo se criticaba la tesis de la causalidad económica y social de la revolución de 1868 elaborada en los años 1970. Así De la Fuente señalaba que la crisis financiera de 1866 había afectado a toda la élite política isabelina por igual, por lo que no explicaba que un sector de ella se mantuviera del lado de Isabel II y otro del lado revolucionario, y por tanto había que descartar a la crisis financiera como una de las principales causas de la revolución. De hecho se podía constatar que la mayoría de los hombres de negocios, banqueros y grandes comerciantes y empresarios ni colaboraron ni se sumaron al pronunciamiento. En cuanto a la crisis de subsistencias de 1867-1868 De la Fuente también la descartaba como causa directa de la revolución, porque la movilización popular se produjo después de la revolución y como consecuencia del mayor margen de libertad que trajo consigo, y no antes. Sin embargo, Josep Fontana, en un libro publicado en 2007 reafirmaba la importancia de las causas económicas de la revolución de 1868: «La revolución de 1868 fue un movimiento organizado desde arriba por políticos y militares que tenían unos objetivos limitados: acabar con el bloqueo del sistema parlamentario que impedía el acceso al poder de los progresistas e implantar unas medidas de urgencia para resolver la mala situación económica, en particular la de las empresas ferroviarias».
Una síntesis del relativo consenso que se ha alcanzado en la actualidad en el debate sobre las causas de la revolución de 1868 la podemos encontrar en dos libros publicados en 2006 y 2007. En el segundo de ellos Juan Francisco Fuentes resume así el estado de la cuestión:

Conviene descartar, pues, interpretaciones simplistas del final de la Monarquía isabelina basadas en una relación causa-efecto entre la crisis económica y la Revolución de 1868, en la que tanto protagonismo tuvieron algunos políticos y generales directamente afectados por la situación de las empresas financieras y ferroviarias. Pero tampoco se puede ignorar la importancia que aquella gran crisis del capitalismo español iniciada en 1864 tuvo en la percepción general de las élites políticas y económicas: el convencimiento de que el régimen isabelino, reducido finalmente a una pequeña camarilla político-clerical, se había aislado por completo de la realidad nacional. A los ojos de una buena parte de la sociedad española, aquello era el final de una época. Una grave crisis de subsistencias en los años 1867-1868 acabaría de generalizar esa sensación de catástrofe nacional que se apodera del país en la última etapa del reinado de Isabel II

## Consecuencias

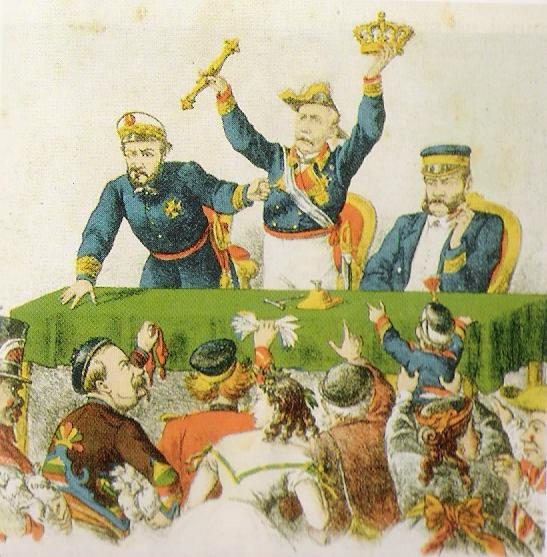
Prim, Serrano y Topete subastan los atributos del trono español durante la búsqueda de un nuevo rey. Publicado en La Flaca en abril de 1869.

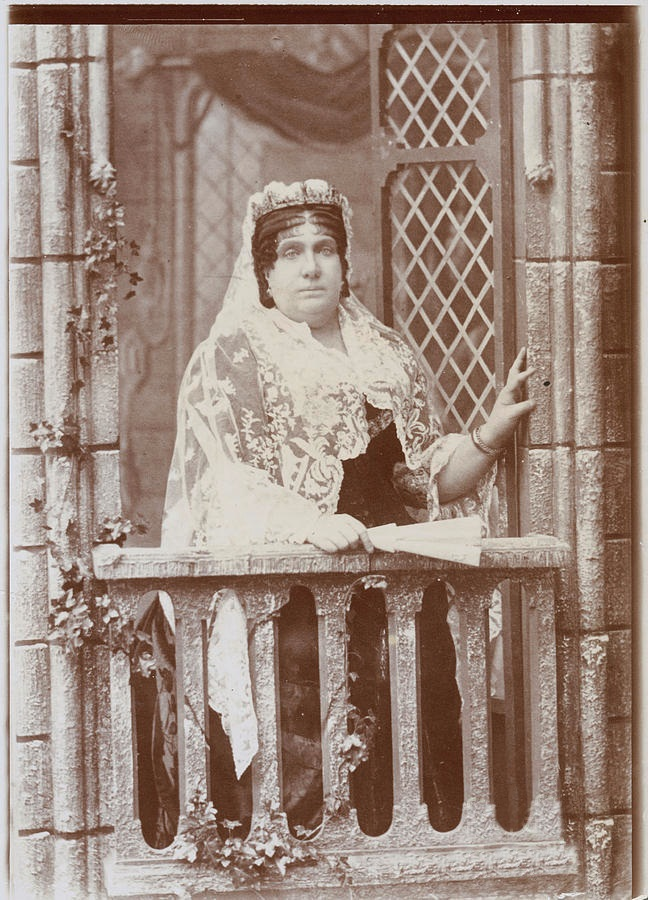
La reina Isabel II en su exilio de París.

A partir del triunfo de la revolución y durante seis años conocidos como el Sexenio Democrático (1868-1874) se intentará crear en España un nuevo sistema de gobierno.
La coalición de liberales, moderados y republicanos se enfrentaba a la tarea de encontrar un mejor gobierno que sustituyera al de Isabel. Al principio las Cortes rechazaron el concepto de una república para España, y Serrano fue nombrado regente mientras se buscaba un monarca adecuado para liderar el país. Previamente se había aprobado una constitución de corte liberal que fue promulgada por las cortes en 1869.
La búsqueda de un rey apropiado demostró finalmente ser más que problemática para las Cortes. Juan Prim, el eterno rebelde contra los gobiernos isabelinos, fue nombrado dirigente del gobierno en 1869 y el general Serrano sería regente, y suya es la frase: «¡Encontrar a un rey democrático en Europa es tan difícil como encontrar un ateo en el cielo!». Se consideró incluso la opción de nombrar rey a un anciano Espartero, aunque encontró el rechazo del propio general, que, no obstante, obtuvo ocho votos en el recuento final.
Muchos proponían al joven hijo de Isabel, Alfonso (que posteriormente sería el rey Alfonso XII de España), pero la sospecha de que este podría ser fácilmente influenciable por su madre y que podría repetir los fallos de la anterior reina hacían que no fuera una alternativa viable. Fernando de Sajonia-Coburgo, antiguo regente de la vecina Portugal, fue considerado también como una posibilidad. Otra de las posibilidades era el príncipe Leopoldo de Hohenzollern, de la Casa Hohenzollern, que fue propuesto por Otto von Bismarck, y que provocó abiertamente el rechazo de Francia. Este rechazo desencadenó finalmente el incidente conocido como telegrama de Ems, que posteriormente sería el detonante (o la excusa) para la guerra franco-prusiana. Finalmente, se optó por un rey italiano, Amadeo de Saboya, pero su reinado tan solo duró dos años y un mes entre 1871 y 1873.